# Zwijsen College Veghel

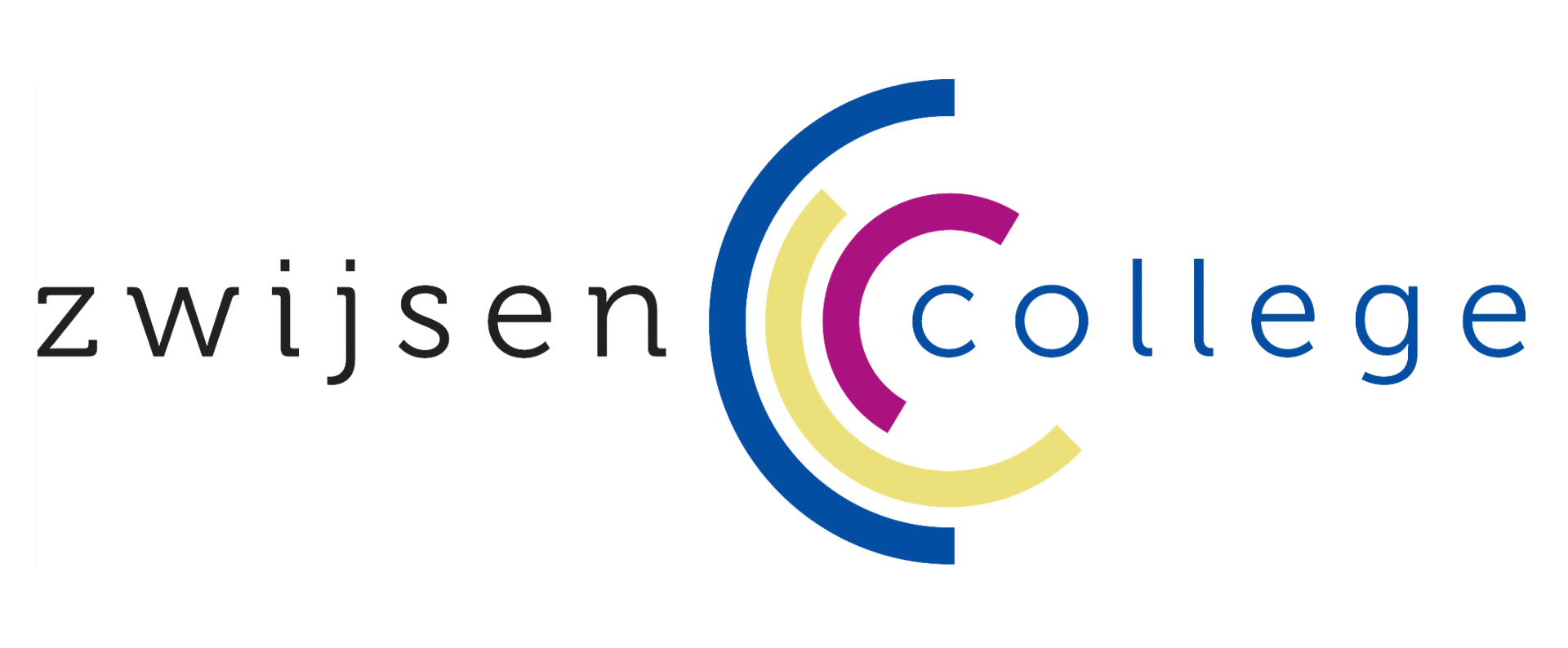
Logo Zwijsen College Veghel

Het Zwijsen College Veghel is een katholieke middelbare school in Veghel en valt onder het bestuur van de vereniging Ons Middelbaar Onderwijs (OMO). De school kent de onderwijssectoren havo en vwo. Het brugklasjaar biedt de mogelijkheid tot instroom op 'havo/mavo'-niveau, hetgeen overeenkomt met Theoretische leerweg/havo. Het Zwijsen College Veghel werd in 1953 op advies van de onder-directeur en geschiedenisleraar dr. A.F. Manning, vernoemd naar Mgr. Joannes Zwijsen.
Het Zwijsen College Veghel heeft uitwisselingen met scholen in Duitsland en Polen.

## Schoolvisie
Het Zwijsen College is actief op sportief en cultureel gebied. De school biedt naast de ligging in het Prins Willem Alexander Sportpark onderdak aan een uitgebreid sportcentrum en heeft nauwe samenwerkingsbanden met het instituut Pieter Brueghel (Beeldend en Theater) en MIK Kunsteducatie (Muziek en Dans), die gevestigd zijn in Veghel en Sint-Oedenrode.
Sinds 2023 biedt de school Havo P aan: een praktijkgerichte variant van de havo, waarbij leerlingen twee extra vakken volgen gericht op maatschappij en technologie. Deze opleiding komt tot stand in samenwerking met lokale bedrijven en instellingen

## Herkomst van de leerlingen
Het Zwijsen College kent van oudsher een groot aantal leerlingen uit de gemeenten rondom Veghel. Buiten de leerlingen uit Veghel om, heeft de school vooral veel leerlingen uit de gemeenten Sint-Oedenrode en Bernheze.
Bedieningsgebied per schooljaar
|  |  |  |  | - 2008-2009 - Meijerstad: 65,2% - Sint-Oedenrode: 18,5% - Bernheze: 14,6% - Schijndel: 1,0% | - 2009-2010 - Meijerstad: 65,7% - Sint-Oedenrode: 17,9% - Bernheze: 14,3% - Schijndel: 1,1% | - 2010-2011 - Meijerstad, 65,3% - Sint-Oedenrode: 17,8% - Bernheze: 14,8% - Schijndel: 1,2,% | - 2011-2012 - Meijerstad, 65,2% - Sint-Oedenrode: 17,4% - Bernheze: 15,2% - Schijndel: 1,0,% |

|  |  |  | - 2016-2017 - Meijerstad: 79,4% - Bernheze: 19,0% - Uden: 0,8% - Sint-Michestel: 0,3% | - 2017-2018 - Meijerstad: 78,9% - Bernheze: 19,5% - Uden: 1,1% | - 2018-2019 - Meijerstad: 77,4% - Bernheze: 20,3% - Uden: 1,7% |

## Geschiedenis
Op 14 september 1948 start (onder de vleugels van het rooms-katholieke Ons Middelbaar Onderwijs uit Tilburg) in het Jongens Patronaat aan de Stationsstraat in Veghel een rooms-katholieke h.b.s.-opleiding, met 32 leerlingen in de eerste klas. De opening van het eerste schooljaar had op 10 september plaatsgevonden in een zaal van de Huishoudschool aan Het Middegaals Pad. In 1953, bij de viering van het 100-jarig herstel van de bisschoppelijke hiërarchie krijgt de R.K. HBS de naam Mgr. Zwijsencollege, op advies van onderdirecteur Dr. Manning. In september 1955 begint het schooljaar in het nieuwe schoolgebouw aan de Burg. De Kuyperlaan. Dit gebouw is ontworpen door architect Pierre Tooten en wordt pas in 1958 officieel geopend, als de M.M.S.-vleugel aan de Hertog Janstraat klaar is. Na een mis in de Sint-Lambertuskerk wordt het gebouw ingewijd door Mgr. Bekkers.
In eerste instantie bestond de school uit een HBS, die in 1954 in de gereed gekomen vleugel aan de vijver Moeders Gat gevestigd werd. Dit deel werd via een middenfront verbonden met de M.M.S. die in 1958 aan de Hertog Janstraat geopend werd. Jarenlang vormde het Zwijsen College een van de belangrijkste onderwijsinstellingen in de regio. Momenteel vormt het Zwijsen College met name een verzorgingsgebied voor de gemeentes Meierijstad en Bernheze.
In 1996 fuseerde het Zwijsen College met de toenmalige Pius-X mavo. Later, in 1999 vond er een fusie met de overige scholen in Veghel plaats.
Vanaf de jaren 90 werd duidelijk dat het oude gebouw niet meer voldeed aan de onderwijskundige ontwikkelingen. Ondanks de statige charmes van het oude pand in het Veghels centrum bleek een algehele nieuwbouw wenselijk.
Het schooljaar 2006–2007 was het jaar waarin het definitieve ontwerp voor het gebouw zijn beslag kreeg. Architecte Jeanne Dekkers ontwierp een nieuwbouw nabij de buurtschap Middegaal die moest aansluiten op het ter plaatse gelegen landschap van 'groene kamers'. De hervestiging van het Zwijsen College betekende het verbreken van de oude banden met het Veghelse centrum. Het Zwijsen College presenteerde in juni 2011 het herinneringsboek Afscheid van een markante plek. Het boek bracht met name de bouwkundige aspecten van het schoolgebouw in beeld. De gemeente Veghel besloot dan ook om het gebouw als beeldbepalend gemeentelijk monument te erkennen. In 2011 werd de nieuwe school in het Prins Willem Alexander Sportpark opgeleverd. Sinds schooljaar 2011-2012 is de nieuwbouw in gebruik.

## Bekende oud-leerlingen
- Anky van Grunsven (dressuuramazone)
- Theo Maassen (cabaretier)
- Wim van de Donk (commissaris van de koningin van Noord-Brabant)
- Hella van der Wijst (televisiepresentatrice en journaliste)
- Dillianne van den Boogaard (hockeyster)
- Wilma van den Berg (Olympisch sprintster)
- Esther van Berkel (volleybalster)
- Paul Komen (pianist)
- Ivo Janssen (pianist)
- Willie Smits (bosbouwkundige, dierenrechtenactivist en natuurbeschermer)
- Mirjam Müskens (Vice-Wereldkampioen Taekwondo in 1999, en Olympisch deelneemster in 2000)
- Daan Roovers (hoofdredacteur Filosofie Magazine)
- Tijn Rovers (deelnemer Big Brother)
- Caroline van den Elsen (burgemeester van Boekel)
- Annemieke van de Ven (burgemeester van Reusel-De Mierden)
- Loes van der Meijs  (burgemeester van Doesburg)

## Bekende oud-leraren
- Geert van Beek (schrijver)
- Ben Knapen (politicus)
- Paul Schwiebbe (politicus)

## Trivia
- In 2005 werd het Zwijsen College Veghel als eerste school uitgeroepen tot 'Leukste school van Nederland' door Radio 538.[5]
- Het Zwijsen College Veghel ontving in 2020 het precidaat Excellente School.[6]
- Sinds 2024 is de school erkend als European Parliament Ambassador School (EPAS)[7]